# Paucicalcaria ozarkensis
Paucicalcaria ozarkensis is een schietmot uit de familie Hydroptilidae. De soort komt voor in het Nearctisch gebied.